# 김종운 (야구 선수)
김종운(2005년 9월 11일 ~ )은 KBO 리그 LG 트윈스의 투수이다.

## LG 트윈스시절
2025년에 입단하였다. 2025년 5월 25일 SSG 랜더스와의 경기에 구원 투수로 데뷔 첫 경기를 치렀고, 경기에서 1이닝 2탈삼진 2피홈런 3실점을 기록했다.

## 출신 학교
- 국산초등학교
- 밀양동강중학교
- 창원공업고등학교